# Campoplex anatolus
Campoplex anatolus är en stekelart som beskrevs av Gupta och Maheshwary 1977. Campoplex anatolus ingår i släktet Campoplex och familjen brokparasitsteklar. Inga underarter finns listade.